# Desfile do Dia da Vitória em Moscou em 2009

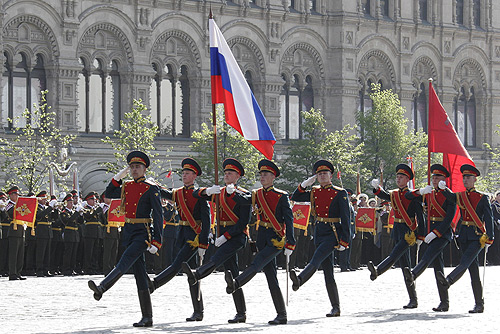
A Bandeira da Rússia e a Bandeira da Vitória sendo conduzidas pela Praça Vermelha

O Desfile do Dia da Vitória em Moscou em 2009 foi um desfile militar que ocorreu em 9 de maio de 2009 na Praça Vermelha em Moscou para celebrar o 64º aniversário da vitória soviética sobre a Alemanha Nazista na Grande Guerra Patriótica. O desfile foi comandado pelo Comandante do Distrito Militar de Moscou Valery Gerasimov, e inspecionado pelo Ministro da Defesa Anatoly Serdyukov. O terceiro presidente da Rússia, Dmitri Medvedev, fez um discurso no qual alertou outros países sobre embarcar em aventuras militares. Acreditava-se que isto fosse um aviso velado dirigido ao presidente georgiano Mikheil Saakashvili.  O Ministério da Defesa observou que o desfile aéreo foi um ensaio geral de facto para o desfile do jubileu que se seguiu em homenagem ao 65º aniversário da Vitória. 

## Formações no Desfile

### Bandas militares presentes
- Bandas militares em massa, lideradas e conduzidas pelo Major General Valery Khalilov e compostas por:
  - Banda da Sede do Distrito Militar de Moscou
  - Banda Militar Central do MDFR
  - Banda da Sede do Ministério de Assuntos Internos da Federação Russa
  - Banda Central da Marinha Russa
  - Banda do Conservatório Militar de Moscou, Universidade Militar do Ministério da Defesa da Federação Russa
  - Banda do QG do Ministério de Situações de Emergência da Federação Russa
  - Banda da Academia de Armas Combinadas das Forças Armadas da Federação Russa
- Corpo de Tambores do Conservatório Militar de Moscou, Universidade Militar do Ministério da Defesa da Federação Russa

### Coluna de Infantaria
- 154º Regimento de Comandantes Independentes de Preobrazhensky e Guardas de Cor
- - Guarda de Cor composta por:
    - Bandeira da Rússia
    - Bandeira da Vitória
    - Bandeira das Forças Armadas da Federação Russa

  - Companhia de Guardas de Honra Combinada das Forças Armadas
- Unidades representativas das Forças Armadas, Ministério de Assuntos Internos, Ministério de Situações de Emergência e Defesa Civil, Serviço Federal de Segurança, bem como unidades do Distrito Militar de Moscou
  - Academia de Armas Combinadas das Forças Armadas da Federação Russa
  - Universidade Militar do Ministério da Defesa da Federação Russa
  - Academia Militar das Forças de Mísseis Estratégicos de Pedro, o Grande
  - Academia da Força Aérea Gagarin
  - Academia Zhukovsky de Engenharia da Força Aérea
  - Escola de Forças de Foguetes e Treinamento de Defesa Antiaérea do Estado-Maior da Força Aérea
  - Instituto Militar Naval do Báltico "Almirante Fyodor Ushakov"
  - 336ª Brigada de Infantaria Naval de Guardas da Frota do Báltico
  - Instituto Espacial Militar de Rádio Eletrônica de Moscou
  - Academia de Comando Aerotransportado de Ryazan "General do Exército Vasily Margelov"
  - Regimento Aerotransportado de Guardas
  - Academia de Defesa Civil do Ministério de Situações de Emergência da Federação Russa
  - Universidade Tecnológica Militar
  - 5ª Brigada de Rifles Motorizados de Guardas Separados "Mikhail Kalinin"
  - 4ª Divisão de Tanques de Guardas "Iúri Andropov"
  - 27ª Brigada de Rifles Motorizados de Guardas Separados
  - ODON Ind. Divisão de Tropas Internas Motorizadas do Ministério de Assuntos Internos da Federação Russa " Felix Dzerzhinsky "
  - Instituto Militar de Moscou do Serviço Federal de Fronteiras da Federação Russa "Conselho Municipal de Moscou"
  - Escola de Treinamento de Alto Comando Militar de Moscou

Este desfile contou com mais de 9.000 militares e 100 veículos marchando pela Praça Vermelha, tornando-se o maior desfile desse tipo realizado na Rússia desde a queda da União Soviética. 
Diferentemente dos desfiles anteriores do Dia da Vitória, não participaram tropas vestidas com os uniformes da Grande Guerra Patriótica, embora a Bandeira da Vitória tenha sido desfilada logo no início da cerimônia.

### Veículos terrestres no desfile
Esta foi a segunda vez na Federação Russa em que veículos militares fizeram parte de um desfile na Praça Vermelha. Abaixo os mesmos por ordem de aparição:
- UAZ-469
- GAZ Tigr
- BTR-80
- BMP-3
- BMD-4
- 2A45 Sprut
- T-90A
- 2S19 Msta
- 9K22 Tunguska
- 9K330 Tor
- Buk-M1-2
- BM-30 Smerch
- S-300
- Iskander M
- RT-2PM Topol

### Aeronave no Desfile
- Kamov Ka-52
- Mil Mi-24
- Mil Mi-8
- Mil Mi-26
- Antonov An-124
- Beriev A-50
- Sukhoi Su-27
- Tupolev Tu-160
- Mikoyan MiG-31
- Tupolev Tu-95
- Ilyushin Il-78
- Mikoyan MiG-29
- Sukhoi Su-24
- Sukhoi Su-34
- Tupolev Tu-22M
- Sukhoi Su-25
- Sukhoi Su-27 e 4 Mikoyan MiG-29 dos Cavaleiros Russos e Strizhi

## Música
Procissão de bandeiras, inspeção e endereço
- Marcha do Regimento Preobrazhensky (Марш Преображенского Полка)
- Marcha Lenta dos Tanquistas (Встречный Марш Танкистов) por Semyon Tchernetsky
- Marcha lenta para carregar a bandeira da guerra (Встречный Марш для выноса Боевого Знамени) por Dmitriy Valentinovich Kadeyev
- Marcha Lenta dos Guardas da Marinha (Гвардейский Встречный Марш Военно-Морского Флота) por Nikolai Pavlocich Ivanov-Radkevich
- Marcha Lenta das Escolas de Oficiais (Встречный Марш офицерских училищ) por Semyon Tchernetsky
- Marcha Lenta (Встречный Марш) por Dmitry Pertsev
- Marcha Lenta do Exército Vermelho (Встречный Марш Красной Армии) por Semyon Tchernetsky
- Marcha Lenta (Встречный Марш) por Evgeny Aksyonov
- Glória (Славься) por Mikhail Glinka
- Fanfarra de Desfile Todos Ouçam! (Парадная Фанфара "Слушайте все!") por Andrei Golovin
- Hino Nacional da Federação Russa (Государственный Гимн Российской Федерации) por Alexander Alexandrov
- Sinal Retiro (Сигнал "Отбой")

Coluna de Infantaria
- A Despedida da Eslava (Прощание Славянки) por Vasiliy Agapkin
- Em Defesa da Pátria (В защиту Родины) por Viktor Sergeyevich Runov
- Marcha Aérea (Авиамарш) por Yuliy Abramovich Khait
- A Tripulação é uma família (Экипаж - одна семья) por Viktor Vasilyevich Pleshak
- Precisamos de uma vitória (Нам Нужна Одна Победа) por Bulat Shalvovich Okudzhava
- Março Kant (Марш "Кант") por Valery Khalilov
- Em Guarda pela Paz (На страже Мира) por Boris Alexandrovich Diev
- Servir à Rússia (Служить России) por Eduard Cemyonovich Khanok
- Dia da Vitória (День Победы) por David Fyodorovich Tukhmanov

Coluna de Veículos
- Marcha General Miloradovich ("Генерал Милорадович") por Valery Khalilov
- O Triunfo dos Vencedores (Триумф Победителей)
- Katyusha (Катюша) por Matvey Blanter
- Marcha de Artilharia (Марш Артиллеристов) por Tikhon Khrennikov
- Marcha Herói (Марш "Герой")

Coluna aérea
- Marcha Aérea (Авиамарш) por Yuliy Abramovich Khait
- Marcha Aviões – Primeiro de tudo (Марш "Первым делом самолёты") por Vasili-Solovyov-Sedoi
- Marcha Aérea (Авиамарш) por Yuliy Abramovich Khait
- Marcha Aviões – Primeiro de tudo (Марш "Первым делом самолёты") por Vasili-Solovyov-Sedoi

Conclusão
- Viva o nosso Estado (Да здравствует наша держава) por Boris Alexandrov
- Canção do Exército Russo (Песня о Российской Армии) por Alexander Alexandrov